# Nigel Kinney
Nigel Kinney (* 22. April 1985) ist ein US-amerikanischer Biathlet.
Nigel Kinney startet Nationalgarde Vermont. Er bestritt seine ersten internationalen Rennen im Rahmen der Biathlon-Juniorenweltmeisterschaften 2006 in Presque Isle, bei denen er 50. des Einzels, 51. des Sprints, 49. der Verfolgung und Elfter mit der Staffel wurde. Es folgte die Teilnahme an den Juniorenrennen der Biathlon-Europameisterschaften 2006 in Langdorf, wo Kinney 61. des Einzels und 72. des Sprints wurde.
Kinney bestritt seit der Saison 2007/08 internationale Rennen. Im Europa/IBU-Cup betritt er 2007 in Forni Avoltri seine ersten Rennen und belegte dort die Plätze 82 im Sprint und neun mit einer national gemischten Staffel. Im Biathlon-NorAm-Cup der Saison erreichte er in der Gesamtwertung den fünften Platz, 2008/09 wurde er 12., 2009/10 Elfter. Die erste internationale Meisterschaft bei den Männern wurden die Nordamerikanischen Meisterschaften im Biathlon 2009 in Valcartier. Gemeinsam mit Jon Skinstad belegte Kinney hier den 21. Platz im Sprint und wurde mit Sara Studebaker und Blake Hillerson in der US-Staffel 5 Achter des Mixed-Staffelwettbewerbs.